# Schober (Unternehmen)
Die Schober Information Group ist ein Unternehmen mit Sitz im baden-württembergischen Leinfelden-Echterdingen. Am 29. Juli 2021 wurde bekannt gegeben, dass das bisherige Management Team, bestehend aus Sylvia Türcke, Peter Ambrus und Martin Brahm, die frühere Alleingesellschafterin Schober Investment Group GmbH ablöst.

## Standort und Unternehmensfelder

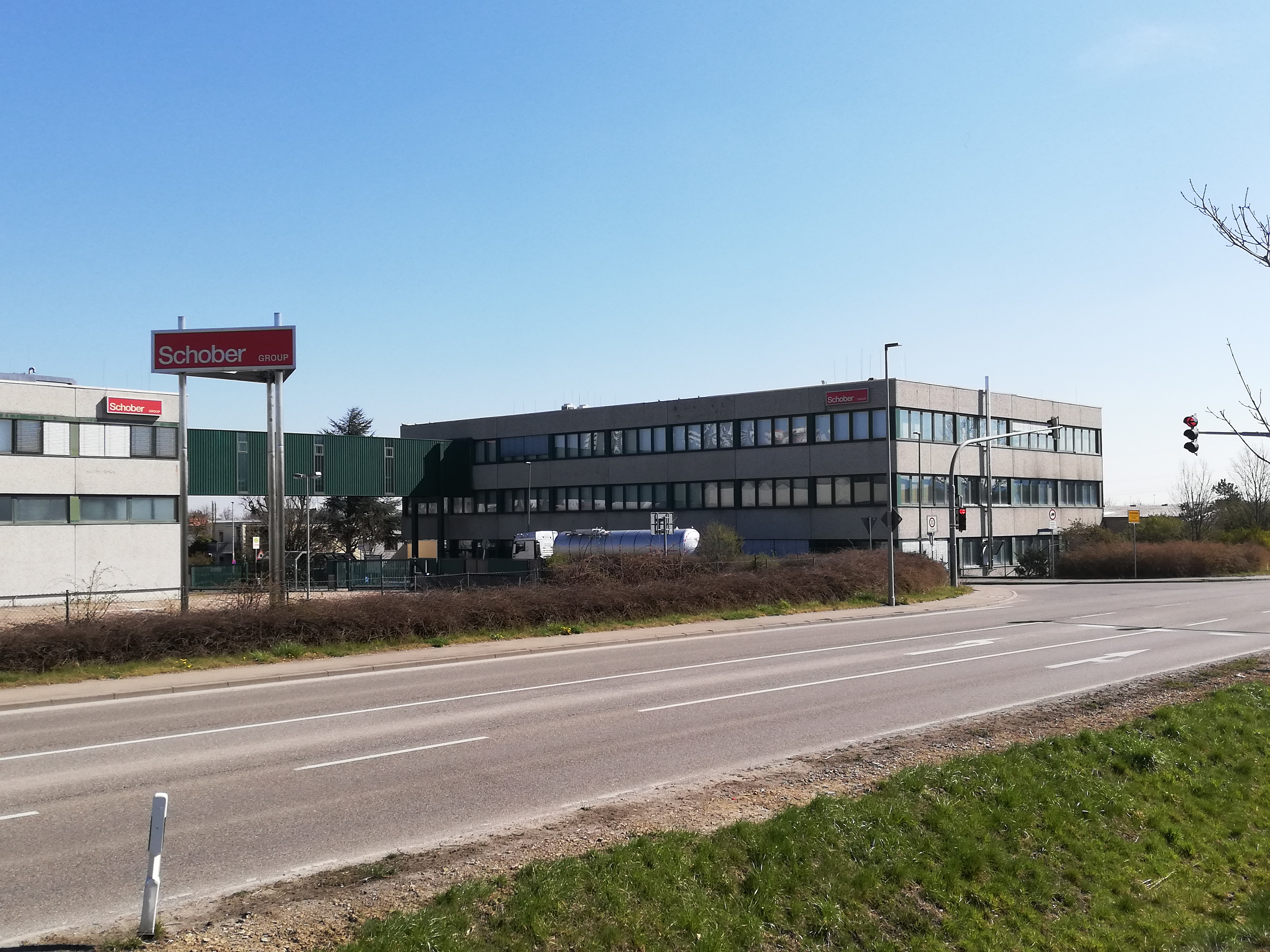
Das langjährige Schober-Gebäude in Hirschlanden

Ende der 1960er Jahre kauften die Brüder Erwin und Klaus Schober das Anwesen des insolventen Klimaanlagenherstellers Klimatika im Ortsteil Hirschlanden der Stadt Ditzingen und vereinigten an diesem Standort ihre bisher in Stuttgart (Offsetdruckerei und Adressenverlag), Stuttgart-Stammheim (Buchdruckerei) und Gerlingen (Lettershop) verstreut liegenden Betriebe. Später wurde der Sitz nach Leinfelden-Echterdingen verlegt. Mit einem Marktanteil zwischen 10 und 20 % ist die Gruppe einer der beiden führenden Marketing-Service-Dienstleister in Deutschland für Daten, Services und Lösungen. Schobers Beratungs- und Lösungsansatz kombiniert Datenanalyse, Datenbanken, Datenintegration und Beratungslösungen für personalisierte Multi-Channel-Marketingstrategien.
Schober bietet nach eigenen Angaben 4,5 Millionen Unternehmensadressen mit 5 Millionen Entscheidern der ersten und zweiten Führungsebene  und 30 Millionen Privatadressen aus der Bundesrepublik Deutschland mit jeweils über 300 Zusatzmerkmalen sowie 17 Millionen E-Mail-Adressen an. Laut Unternehmensinformationen sind auch nahezu alle Häuser Deutschlands vor Ort von dem Unternehmen bewertet worden. Zu den Kunden des Unternehmens gehören unter anderem VW, Ärzte ohne Grenzen, Der Spiegel und der ARD ZDF Deutschlandradio Beitragsservice.

## Auszeichnungen und Kritik
Für sein transparentes und datenschutzkonformes Management der Informationssicherheit im Unternehmen zeichnete der TÜV SÜD den  führenden Marketing-Service-Dienstleister im April 2015 mit dem Sicherheitszertifikat gemäß DIN ISO 27001; 2013 aus. Schober wurde außerdem im Juni 2016 mit dem TOP 100-Siegel für die innovativsten Unternehmen des deutschen Mittelstands ausgezeichnet.
Die Aktivitäten des Unternehmens werden von Datenschützern jedoch kritisch beobachtet. So erhielt das Unternehmen im Jahr 1999 einen österreichischen Big Brother Award in der Kategorie Kommunikation und Marketing.